# Чёрные евреи

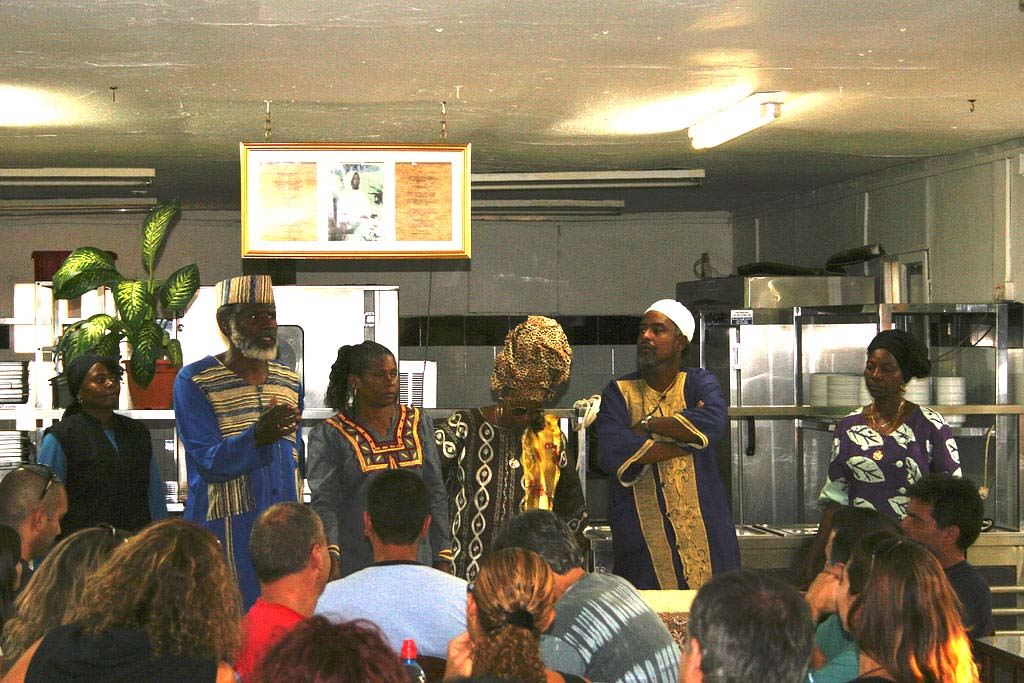
Сообщество черных евреев в Димоне

Чёрные евреи (англ. African Hebrew Israelites, Black Hebrew Israelites, ивр. יהודים שחורים‎) — группы и секты афроамериканцев США, соблюдающие в различной степени предписания иудаизма и отождествляющие себя с евреями.

## История
Отдельные афроамериканцы, исповедовавшие иудаизм, встречались в южных штатах ещё до гражданской войны 1861—1865 годов, в основном, это были рабы плантаторов-евреев. В Вест-Индии как сефарды, так и ашкеназы иногда вступали в брак с африканками, и небольшая конгрегация чёрных евреев и мулатов ещё в начале 1960-х сохранялась на Виргинских островах.
Движение «черных иудеев» возникло в XIX веке, но относительно широко распространилось только в 1980–1990-е годы и в настоящее время насчитывает до 200 тыс. приверженцев. Они раздроблены на множество сект и групп, которые объединяет то, что Христа они считают чернокожим пророком, а афроамериканцев и индейцев — «истинными потомками» двенадцати колен Израилевых. 
Это движение стало более известным в результате деятельности Бен Ами Бен Исраэля, известного также под именем Бена Картера, афроамериканца из Чикаго, который убедил группу афроамериканцев сопровождать его в 1967 году в поездке в Израиль, проповедуя при этом, что афроамериканцы происходят от библейского колена Иуды и, следовательно, Израиль является землёй, принадлежащей им по праву рождения. Он поселился сначала со своими последователями в Либерии с целью «очищения от вредных привычек» и лишь в 1969 году перебрался в Израиль, где его последователи известны как ивриим из Димоны.
Более радикальным движением является «Нация Яхве», основанное в 1979 году во Флориде Хулоном Митчеллом-младшим, более известным как «Яхве Бен Яхве». Члены этой организации были вовлечены в 1980-х годах в многочисленные акты насилия, включая убийства. 
Часть «чёрных евреев» относится к евреям с благодарностью за то, что те пронесли через тысячелетия истинную веру. Но многие «чёрные евреи» считают, что черные являются Богом «избранным народом» и осуждают всех белых как воплощение зла. Например, Израилитская церковь Господа во Иисусе Христе учит, что истинные иудеи — только чернокожие и индейцы, её неоднократно обвиняли в разжигании расовой ненависти.